# Santa Catarina Tlaltempan
Santa Catarina Tlaltempan är en kommun i Mexiko.   Den ligger i delstaten Puebla, i den sydöstra delen av landet, 140 km sydost om huvudstaden Mexico City. Antalet invånare är 874. Arean är 47 kvadratkilometer.
Terrängen i Santa Catarina Tlaltempan är huvudsakligen kuperad, men den allra närmaste omgivningen är platt.